# Tarieren
Tarieren (Arabisch taraha, entfernen, wegnehmen, siehe auch Tara (Gewicht)) bedeutet das Ausgleichen eines Gewichts, um ein Gleichgewicht herzustellen.
Bei einer Tarierwaage, die auf dem Prinzip einer Balkenwaage aufgebaut ist, hat die Waagschale ein auf einer Skala verschiebbares Gegengewicht. Das Gewicht wird so lange verschoben, bis durch die Hebelwirkung das Gleichgewicht zwischen Waagschale und Gegengewicht hergestellt ist und an der Skala mit dem Wägewert die Masse des Wägeguts abgelesen werden kann.
Beim Tauchen bedeutet tarieren den Ausgleich von Auftrieb (steigen) und Abtrieb (sinken) des Tauchers. Damit ist Schweben in der gewünschten Wassertiefe möglich. Dazu muss zunächst die Tauchausrüstung so zusammengestellt sein, dass das Gewicht des Tauchers ein wenig größer als der Auftrieb ist, damit zum Ende des Tauchgangs, wenn das Gewicht der Tauchflaschen durch die verbrauchte Luft verringert wurde, immer noch die notwendigen Sicherheitsstopps in geringer Tiefe möglich sind. Der Taucher hat durch seinen Tauchanzug einen relativ großen Auftrieb (abhängig vom Material), der durch Bleigewichte kompensiert werden muss. Dies ermöglicht das Abtauchen unter die Wasseroberfläche. Während der gesamten Abstiegsphase wird die Tarierweste stoßweise mit Luft gefüllt, so dass sich in der gewünschten Tiefe Auftrieb und Abtrieb ausgleichen. Beim Aufstieg am Ende des Tauchgangs wird die Tarierweste wieder schrittweise entleert. Die Fein-Tarierung kann zusätzlich durch gezieltes Ein- oder Ausatmen gesteuert werden.